# Mushabbak
Mushabbak is de ruïne van een vijfde-eeuwse Byzantijnse, vroegchristelijke kerk gelegen 25 km ten westen van Aleppo op de route naar Qalat Semaan in Noord-Syrië.
Het was een typische basilica-kerk met twee zuilenrijen welke de ruimte indeelden in drie beuken.
De negen hoge vensters met halfcirkelvormige bogen in de noord- en zuidgevel brachten licht in het gebouw. Ook in de westgevel werden vensters aangebracht.
Decoratie was beperkt tot sculpturen ter hoogte van de kapitelen van de zuilen. De houten dakconstructie is verloren gegaan.
Deze kerk had een functie als tussen-etappe op de bedevaartsweg naar St Simeon (Qalat Semaan).